# Kalia Antoniou
Kalia Antoniou (griechisch Κάλια Αντωνίου, * 6. April 2000 in Limassol) ist eine zyprische Schwimmerin, die sich auf Freistil und Rückenschwimmen spezialisierte.

## Leben und Karriere
Kalia Antoniou ist die Tochter von Chara und Louka Antoniou. Sie hat einen jüngeren Bruder, Nikolas Antoniou, der ebenfalls Schwimm-Athlet ist. Zum Studium ging Kalia Antoniou in die USA, wo sie an der University of Alabama Management Information System (MIS) studiert und Mitglied des Schwimteams ist (Stand 2024).
2018 verpasste sie bei den Olympischen Jugend-Sommerspielen 2018 im Wettbewerb über 50 Meter Freistil nur knapp das Finale und kam mit 25,86 s auf Platz 9. Über 100 Meter Freistil kam sie auf den 12. Platz, nachdem sie die Strecke in 56,63 s geschwommen war. Sie nahm auch an dem Wettbewerb über 50 Meter Rückenschwimmen teil, wo sie den 19. Platz erreichte.
Antoniou repräsentierte zusammen mit ihrem Bruder Nikolas Zypern bei den Olympischen Sommerspielen 2020, die wegen der COVID-19-Pandemie erst 2021 stattfanden. Bei dem Wettbewerb über 50 Meter Freistil erreichte sie mit 25,41 s Platz 27, über 100 Meter Freistil kam sie mit 55,38 s auf Platz 29.
2022 nahm sie mit großem Erfolg an den Mittelmeerspielen teil, wo sie die Goldmedaille über 100 Freistil mit 55,08 s gewann sowie die Bronzemedaille über 50 Meter Freistil mit 25,06 s. In diesem Jahr wurde sie in Zypern Athletin des Jahres.
Antoniou nahm 2023 an den Acropolis Swim Open teil, an dem sich Athleten aus 18 Ländern beteiligten. Sie gewann in diesem Wettbewerb die Goldmedaille über 100 Meter Freistil. Außerdem erhielt sie Gold über 100 Meter Freistil bei den zyprischen Meisterschaften im selben Jahr.
Sie konnte im Mai 2023 bei dem Sportwettbewerb Spiel der kleine Staaten von Europa in Malta über 50 Meter Rückenschwimmen, in der 4-mal-100-Meter-Freistilstaffel sowie 4-mal-100-Meter-Lagenstaffel eine Goldmedaille gewinnen, die Silbermedaille erhielt sie in der 4-mal-100-Meter-Freistilstaffel. Im darauf folgenden Jahr startete Antoniou bei den Schwimmweltmeisterschaften 2024 in Doha in zwei Wettbewerben. Über 50 Meter Freistil belegte sie Platz 14 mit 24,96 s und über 100 Meter Freistil erreichte sie mit 55,04 s ebenfalls den 14. Platz. Im Juni desselben Jahres kam Antoniou bei den Schwimmeuropameisterschaften über 100 Meter Freistil mit 54,23 s auf Platz 4. Sie qualifizierte sich auch für eine Teilnahme an den Olympischen Sommerspielen 2024 in Paris. Dort erreichte sie mit einer Zeit von 54,75 s den 18. Platz, die beste Platzierung, die Zypern bis dahin in Schwimmwettkämpfen der Olympischen Spiele erreichte.